# Nyárlőrinc
Nyárlőrinc este un sat în districtul Kecskemét, județul Bács-Kiskun, Ungaria, având o populație de 2.322 de locuitori (2011). 

## Demografie
Componența etnică a satului Nyárlőrinc
     Maghiari (99,23%)
     Necunoscut (0,14%)
     Germani (0,63%)
     Alții (0,14%)
Componența confesională a satului Nyárlőrinc
     Romano-catolici (64,9%)
     Reformați (10,16%)
     Fără religie (4,65%)
     Necunoscută (19,55%)
     Alte religii (1,68%)
Conform recensământului din 2011, satul Nyárlőrinc avea 2.322 de locuitori. Din punct de vedere etnic, majoritatea locuitorilor (99,23%) erau maghiari. Apartenența etnică nu este cunoscută în cazul a 0,14% din locuitori.  Din punct de vedere confesional, majoritatea locuitorilor (64,9%) erau romano-catolici, existând și minorități de reformați (10,16%) și persoane fără religie (4,65%). Pentru 19,55% din locuitori nu este cunoscută apartenența confesională.